# USS F-2 (SS-21)
USS F-2 (SS-21) – amerykański okręt podwodny typu F o wyporności podwodnej 400 ton. Okręt został zwodowany 19 marca 1912 roku w stoczni Union Iron Works w San Francisco jako „Barracuda”. Przyjęty do służby w United States Navy 25 czerwca 1912 roku, pod zmienioną 17 listopada 1911 roku nazwą USS F-2 (SS-21). Od 18 września 1919 roku służył jako okręt szkolny, został następnie wycofany ze służby 15 marca 1922 roku.